# Színkép
Színképnek nevezik egy fényforrás hullámhossz szerinti felbontását.
A fény olyan elektromágneses sugárzás, mely szabad szemmel látható. Az elektromágneses sugárzás 380 nm (ibolya) – 780 nm (vörös) hullámhosszak között látható.

## Színképek fajtái

### Folytonos színkép
A folytonos színkép esetében a fény hullámhossz szerinti felbontása folyamatos, a vöröstől az ibolyáig folytonos átmenetben láthatók a színek. Ilyen folytonos színképet láthatunk az esős időben keletkező szivárványnál.

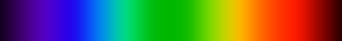
Folytonos színkép

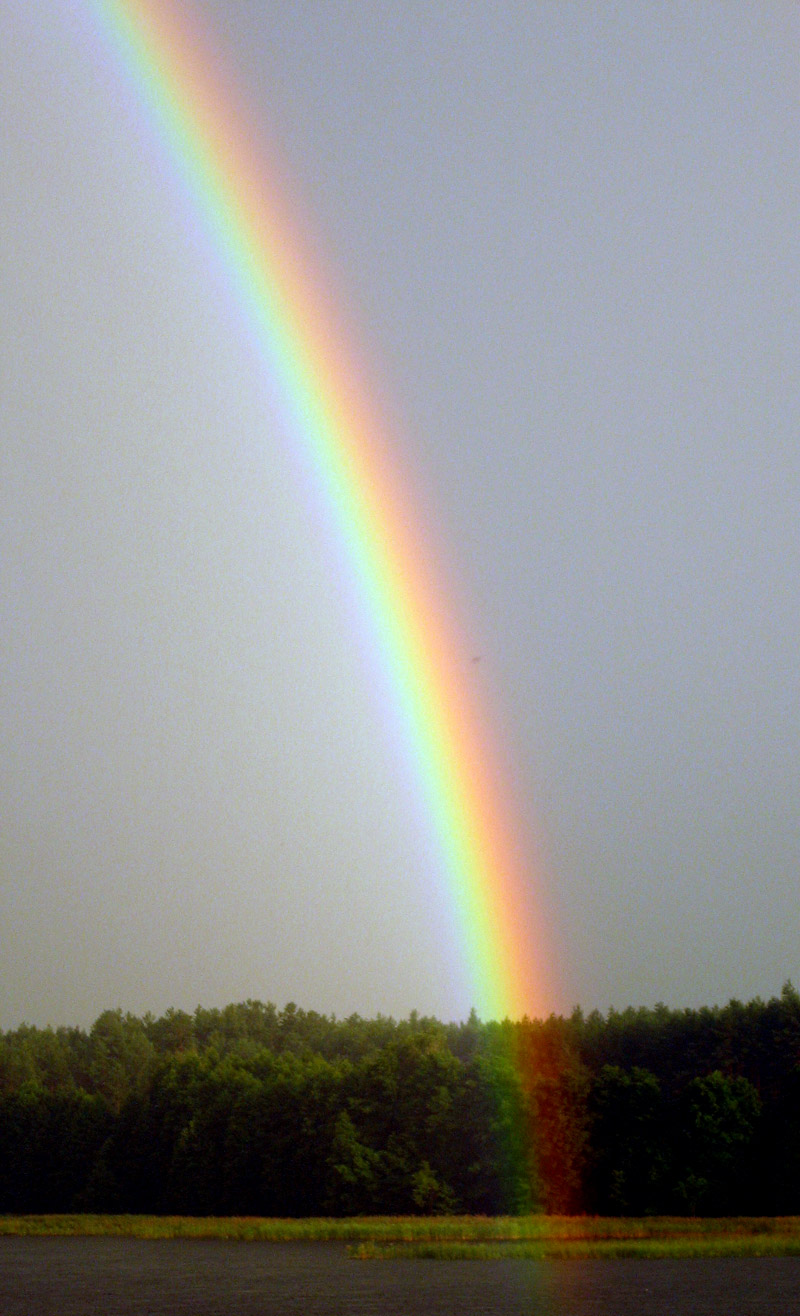
Szivárvány

### Vonalas színkép
Vonalas színkép esetében vonalak láthatók a színképben. A fény hullámhossz szerinti felbontásakor egyes frekvenciák hiányoznak, és a színképben csak egyes frekvenciák jelennek meg, melyek vonalaknak látszanak. Az atomos, és egyszerű molekulákból álló gázok, és gőzök vonalas színképet adnak. Mivel különböző anyagokra különböző vonalas színkép jellemző, ezért analitikai célokra is használható a vonalas színkép.

### Sávos színkép
A sávos színkép esetében sávok látszanak a színképben. Ez a vonalas színkép egy speciális fajtája, ahol a vonalak olyan sűrűn követik egymást, hogy azok sávoknak látszanak a megfigyelő számára. Általában olyan anyagokra jellemző, melyek összetett molekulákból állnak.

### Emissziós és abszorpciós színkép

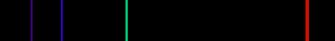
Emissziós színkép

Az elektronok meghatározott energiaszinteken tartózkodnak az atomban, melyek jól meghatározott energiákkal rendelkeznek. Az elektronok ezen szintek közt úgy mozognak, hogy a köztük levő energiakülönbséget leadják vagy felveszik. A kibocsátott sugárzás hullámhossza az átmenetkor létrejött reakció típusától függ. Mivel minden elem sajátos elektronrendszerrel rendelkezik, az emittált fény hullámhossza az adott elemre jellemző sajátosság.

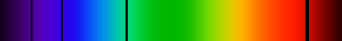
Abszorpciós színkép

Emissziós színkép akkor keletkezik, ha valamely anyagot például hőmérséklet-növekedésnek teszünk ki, amely során atomjainak elektronjai gerjesztett állapotba kerülnek, majd a hőközlés megszűntével azok visszajutnak alapállapotba, miközben energiájukat foton formájában bocsátják ki. Abszorpciós színkép fotonelnyelés révén alakul ki, melynek során adott anyag egy {\displaystyle \nu =E/h}  frekvenciájú fotont nyel el (amennyiben a frekvenciakritériumoknak megfelel).
A hidrogén spektruma látható tartományban 4 vonalból áll, az ultraibolya tartományban további ún. sorozatok figyelhetők meg. A sorozatok vonalainak hullámszám és hullámhossza közti összefüggését először Balmer, majd később Rydberg állapította meg, eszerint:{\displaystyle 1/\lambda =R_{H}Z^{2}{\biggl (}1/n_{2}^{2}-1/n_{1}^{2}{\biggr )}}ahol a RH a Rydberg állandó, Z a rendszám, ill. n = 3, 4, 5, ... . Az összefüggést különböző n-ekre megoldva kapjuk az ún. Balmer-sorozatot. Későbbi vizsgálatok során további sorozatokat találtak, egyet az ultraibolya, hármat az infravörös tartományban (rendre Lyman, Paschen, Brackett, Pfund sorozatok). Amennyiben n-et végtelennek tekintjük, megkapjuk a hidrogén atom ionizációs energiáját:{\displaystyle E_{H}(ion)=R_{H}ch=13,54eV}

## Elmélet
Az elektronok az atommag körül csak meghatározott pályán keringhetnek. Ezeken a pályákon az elektronok nem sugároznak, ezek állandósult, stacionárius pályák. Fénykibocsátáskor, illetve fényelnyeléskor az elektronok az egyik pályáról a másik pályára ugranak át, miközben a két pálya közötti energiakülönbséget foton alakjában emittálja (kisugározza) vagy abszorbeálja (elnyeli) az atom. Mivel minden anyag más atomokból épül fel, ezért az emisszió és az abszorpció - az anyagra jellemző - más és más frekvenciákon történik, ami a színképen látható.

## Alkalmazás
Mivel a színkép jellemző az anyagra, ezért a színkép anyagvizsgálati célra használható.
A színképelemzés vagy spektroszkópia (egyik típusa) a látható elektromágneses sugárzás (fény) felbontásával keletkezett színkép elemzése alapján állapítja meg a vizsgált anyag összetételét.
Esetünkben a látható fény spektroszkópiája a vizsgáló módszer.
A spektroszkópia azonban számos más hullámhosszúságú elektromágneses sugárzást is vizsgál (gamma-, röntgen, ultraibolya-, infravörös-, és mikrohullámú spektroszkópia).